# アマルフィ (装甲巡洋艦)
|          | |
| 艦歴     | |
| 発注     | |
| 起工     | 1905年7月24日                                                                                           |
| 進水     | 1908年5月5日                                                                                            |
| 就役     | 1909年9月1日                                                                                            |
| 退役     | |
| その後   | 1915年7月7日に戦没                                                                                      |
| 除籍     | |
| 性能諸元 | |
| 排水量   | 基準：9,832トン、満載：10,401トン                                                                       |
| 全長     | 461 ft (140.5 m)                                                                                        |
| 全幅     | 68 ft 11 in (21.0 m)                                                                                    |
| 吃水     | 22 ft 8 in (6.9 m)                                                                                      |
| 機関     | ベルヴィール式石炭・重油混焼缶22基＋直立型四気筒三段膨張式レシプロ機関2基2軸推進、20,260 hp (15,110 kW) |
| 最大速   | 23.6ノット (43.7 km/h)                                                                                  |
| 乗員     | |
| 兵装     | 10インチ砲4門 7.5インチ砲8門 3インチ砲16門 47mm砲8門 機銃4基 17.7インチ魚雷発射管3門                    |

アマルフィ (Amalfi) はイタリア海軍の艦艇。ピサ級装甲巡洋艦の1隻。第一次世界大戦で戦没。

## 艦歴
1905年7月24日起工。1908年5月5日進水。1909年9月1日竣工。
イタリアの第一次世界大戦参戦後、ヴェネツィアに配備される、
1915年7月7日、駆逐艦の支援のため水雷艇2隻を伴って出撃したアマルフィはヴェネツィアから20海里の場所でオーストリア＝ハンガリー帝国海軍の潜水艦U26によって雷撃された。U26は実際はドイツの潜水艦UB14であったが、イタリアとドイツが戦争状態ではなかったためオーストリア＝ハンガリー帝国の潜水艦とされていた。この潜水艦はハイノ・フォン・ハイムブルク中尉により指揮されており、一度目の哨戒の最中であった。
アマルフィはすぐに左舷側に傾斜し始めた。ダメージコントロールの努力が無意味だとわかると、アマルフィの艦長は総員退艦を命じた。アマルフィは雷撃を受けてから30分経たない内に沈没した。救援に駆けつけた艦艇によって多くの乗員が救助された。戦死者は200名程度であると報告されたが、後の報告では67名となっている。
アマルフィの喪失により、ヴェネツィアに配備されていたほかの装甲巡洋艦は翌年のほとんどの期間滅多に出撃せず、1916年4月にはヴァロナへ移された。